# Grzymkowice (gromada)
Grzymkowice – dawna gromada, czyli najmniejsza jednostka podziału terytorialnego Polskiej Rzeczypospolitej Ludowej w latach 1954–1972.
Gromady, z gromadzkimi radami narodowymi (GRN) jako organami władzy najniższego stopnia na wsi, funkcjonowały od reformy reorganizującej administrację wiejską przeprowadzonej jesienią 1954 do momentu ich zniesienia z dniem 1 stycznia 1973, tym samym wypierając organizację gminną w latach 1954–1972.
Gromadę Grzymkowice siedzibą GRN w Grzymkowicach utworzono – jako jedną z 8759 gromad na obszarze Polski – w powiecie skierniewickim w woj. łódzkim, na mocy uchwały nr 39/54 WRN w Łodzi z dnia 4 października 1954. W skład jednostki weszły obszary dotychczasowych gromad Biała Wieś, Białogórne, Grzymkowice, Pachy i Tuniki, ponadto kolonia Błażejowice B i wieś Błażejowice z dotychczasowej gromady Błażejowice oraz P.G.R. Galinki i parcelacja Galinki II (po granicy gruntów O.Z.R. i spółdzielni produkcyjnej do granicy powiatu grójeckiego) z dotychczasowej gromady Wilcze Piętki ze zniesionej gminy Grzymkowice; a także obszary dotychczasowych gromad Jakubów i Nowy Lindów oraz osiedle Turowa Wola i część wsi Nastyczówka (położona między gruntami wsi Lindów Nowy i Jakubów) z dotychczasowej gromady Turowa Wola ze zniesionej gminy Kowiesy; wszystkie jednostki składowe w tymże powiecie. Dla gromady ustalono 13 członków gromadzkiej rady narodowej.
Gromadę zniesiono 31 grudnia 1961, a jej obszar włączono do gromady Dańków.